# S/S Skibladner
S/S Skibladner är en norsk hjulångare och det äldsta hjulångfartyget som fortfarande går i linjetrafik. S/S Skibladner är byggd på Motala Verkstad och levererades 18 juli 1856 till Norge för trafik på Mjøsa, där hon också slutmonterdes vid Minnesund. Hon trafikerar Mjøsa sedan 2 augusti 1856.

## Namnet Skibladner
Namnet kommer från skeppet Skidbladner i den fornnordiska mytologin, vilket var fruktbarhetsguden Frejs påkostade skepp. Detta kunde segla både på land och över hav och hade alltid medvind. Det kunde också vikas ihop och placeras i fickan. Namnet kommer av ski + blad, och det kan antas att skeppet kunde vikas samman genom att olika "ski" (bord) kunde läggas ovanpå varandra.

## Historia
Skibladner genomgick 1888 en större ombyggnad, och försågs med en ny ångmaskin och fick skrovet förlängt med omkring sju meter.
Fartyget har sjunkit två gånger, vid vintertid 1937 och 1967, men har vid bägge tillfällena snabbt lyfts upp. Hon har byggts om och renoverats ett antal gånger över åren.
Förr var Skibladner viktig för att transportera passagerare mellan järnvägen i Eidsvoll och städerna Hamar, Gjøvik och Lillehammer vid Mjøsa.
År 2006 blev Skibladner kulturminnesmärkt av Riksantikvaren.

## Bilder

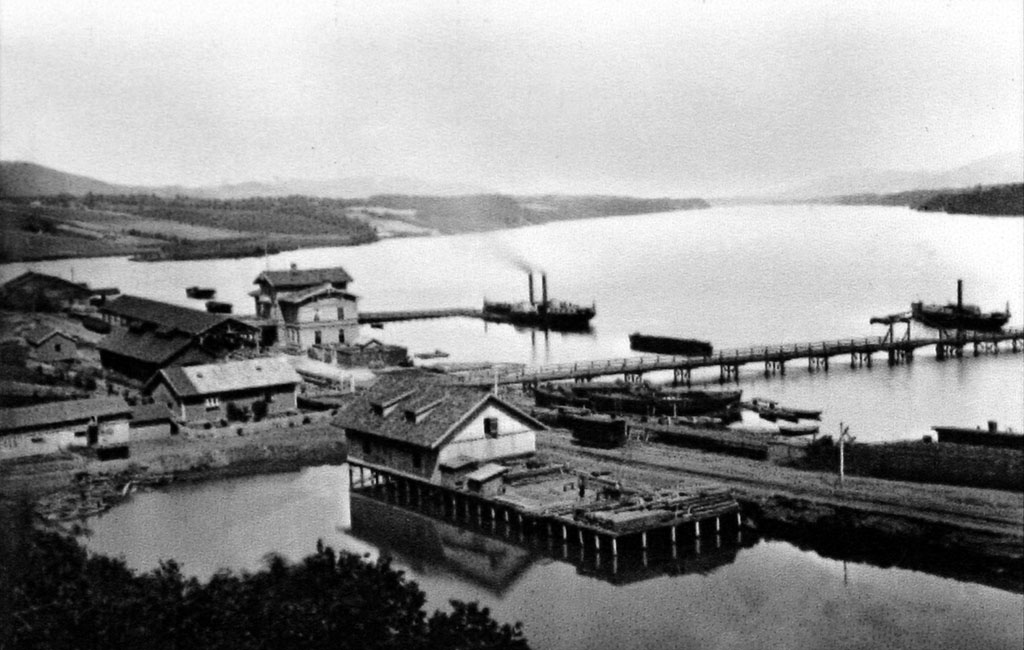
Skibladner vid Eidsvoll 1866
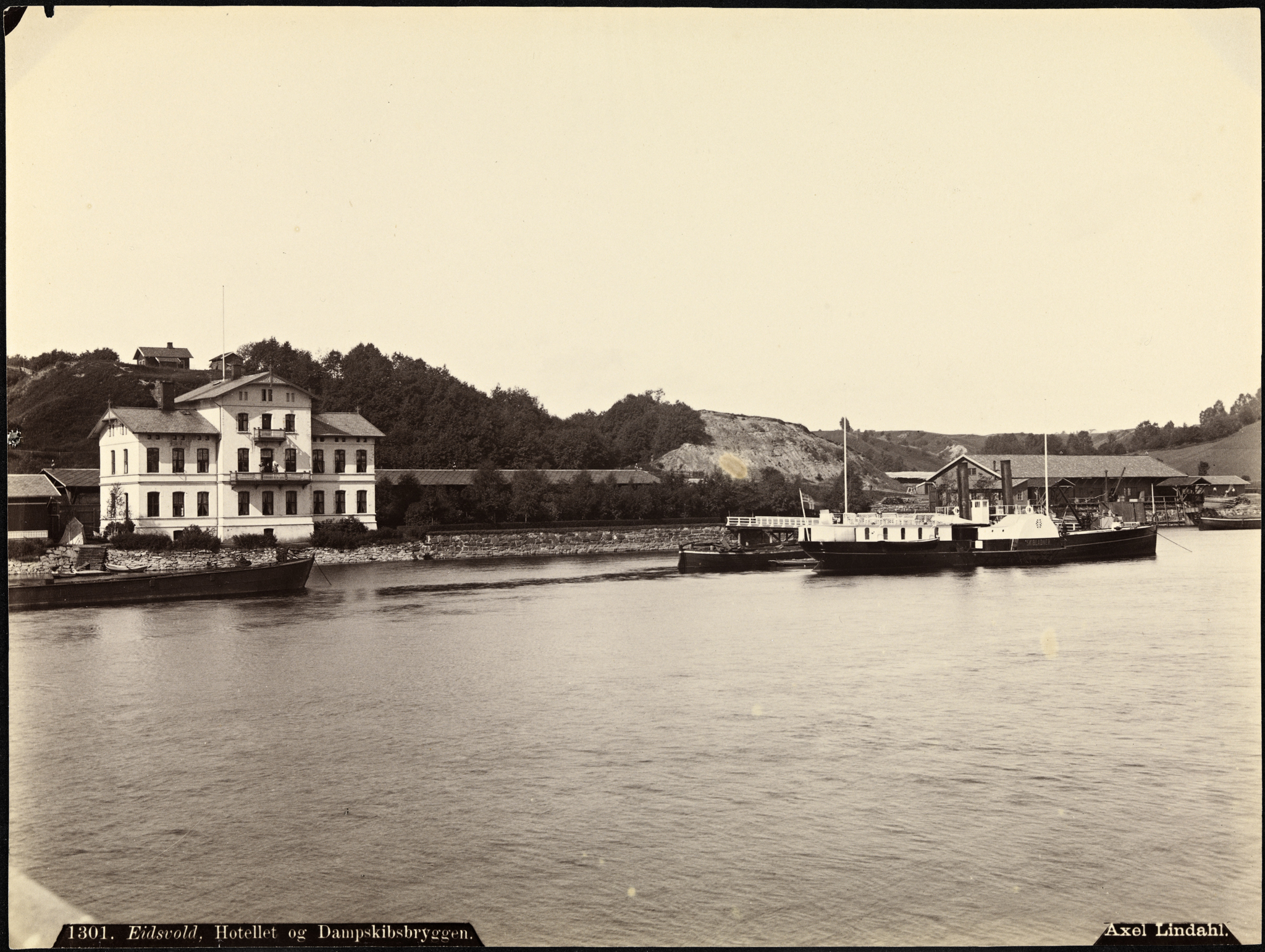
Skibladner vid Eidsvolls brygga, utanför Eidsvold Hotell 1880-90
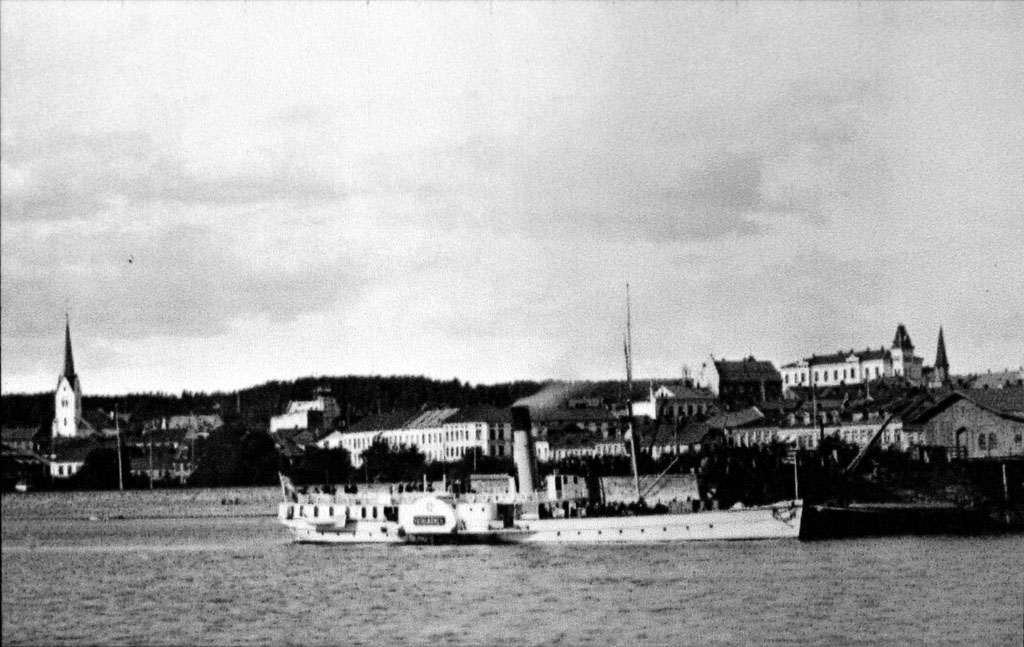
Skibladner i Hamar 1900
Skibladner i Hamar
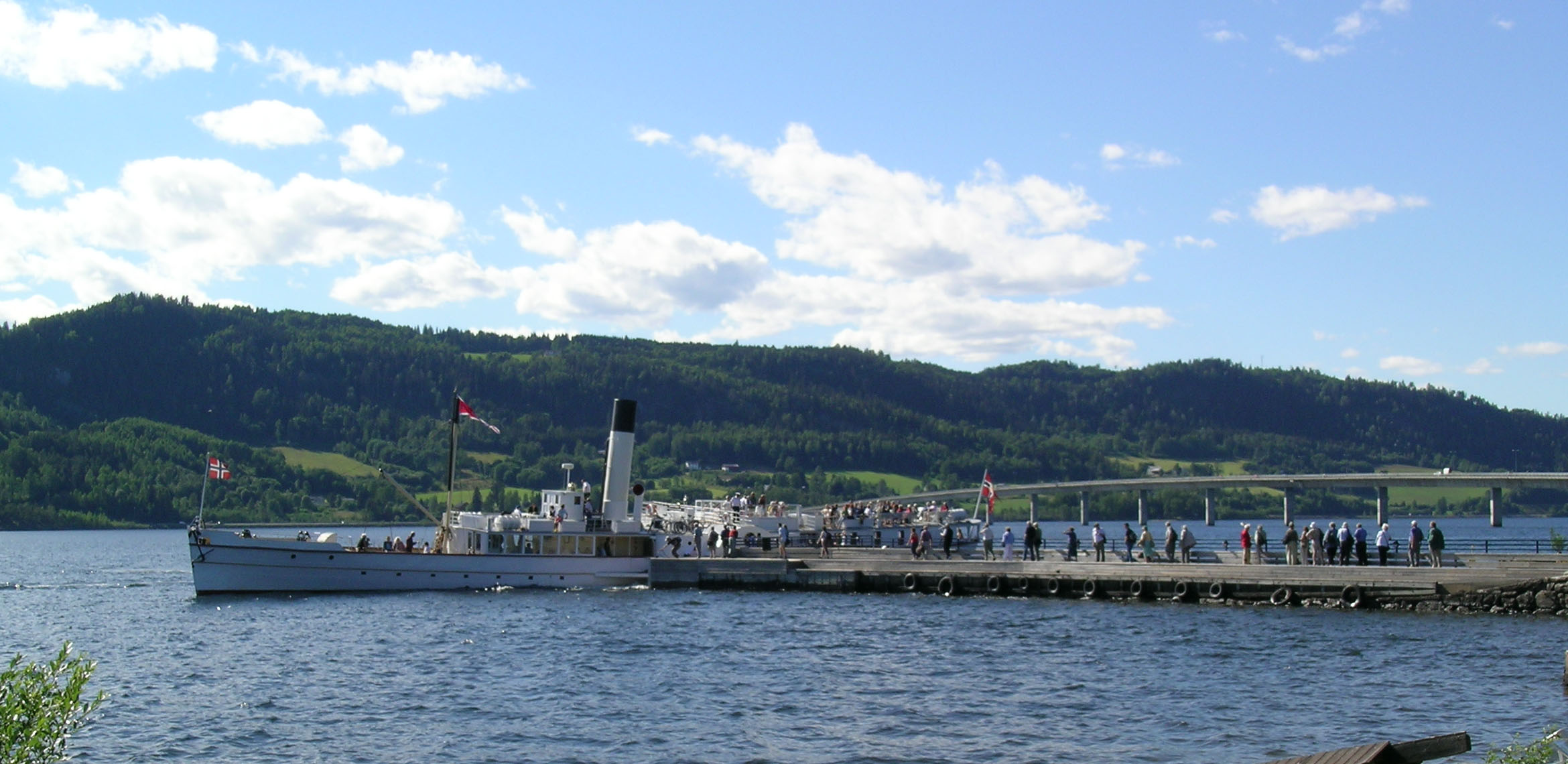
Skibladner vid Moelvs brygga 2006